# Le Manoir, Eure
Le Manoir är en kommun i departementet Eure i regionen Normandie i norra Frankrike. Kommunen ligger i kantonen Pont-de-l'Arche som tillhör arrondissementet Les Andelys. År 2022 hade Le Manoir 1 279 invånare.

## Befolkningsutveckling
Antalet invånare i kommunen Le Manoir
Referens:INSEE